# 데이비드 로이드 존스턴
데이비드 로이드 존스턴(영어: David Lloyd Johnston, CC, 1941년 6월 28일~)은 전 하버드 대학교 감독이사회 의장이며 캐나다의 제28대 총독이다.

## 서훈
- 1988년 캐나다 훈장 오피서(OC)
- 1997년 캐나다 훈장 컴패니언(CC)